# Età del ferro romana

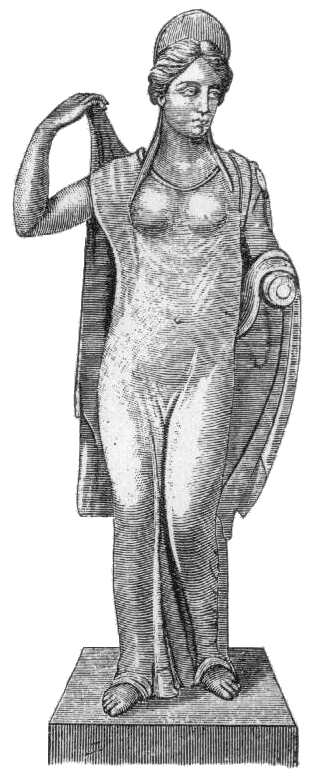
Statuetta romana in bronzo rinvenuta a Öland, in Svezia

Età del ferro romana (1-400) è il nome che l'archeologo svedese Oscar Montelius diede ad una parte dell'età del ferro della Scandinavia, della Germania settentrionale e dei Paesi Bassi.
Il nome deriva dal fatto che l'impero romano iniziò in questo periodo ad esercitare influenza sulle tribù germaniche dell'Europa settentrionale. Il periodo immediatamente precedente a questo viene di conseguenza definito età del ferro pre-romana, e si sviluppò a partire dall'età del bronzo scandinava. Gli anni che seguirono l'età del ferro romana sono noti come età del ferro germanica o periodo delle migrazioni.

## Scandinavia
In Scandinavia c'era un'attività di importazione molto fiorente, soprattutto di monete (oltre 7000), vasi, immagini in bronzo, coppe di vetro, fibbie smaltate, armi, eccetera. Lo stile dei materiali e dei vasi era spiccatamente romano. Oggetti come i rasoi fecero la loro comparsa. Nel III e IV secolo alcuni elementi vengono importati dalle tribù germaniche insediate a nord del mar Nero, come ad esempio l'uso dell'alfabeto runico.
Sono state trovate numerose mummie di palude risalenti a questo periodo in Danimarca, Schleswig e in Svezia meridionale. Insieme ai corpi sono state rinvenute armi, beni di uso domestico e abiti di lana. Tra gli oggetti ritrovati ci sono anche grandi navi costruite per la navigazione, risalenti al IV secolo, situate a Nydam Mose in Schleswig.
La prima tradizione funeraria fu la cremazione, ma a partire dal III secolo si notò un incremento di sepolture.
Nel corso del V e VI secolo, l'oro e l'argento divennero sempre più comuni. Questo periodo fu segnato da continui saccheggi perpetrati dalle tribu' germaniche nei confronti dell'impero romano, da cui molti scandinavi tornavano pieni di metalli preziosi. Una nuova età del ferro stava per iniziare in Europa settentrionale, l'età del ferro germanica.